# Cronaca di una fuga - Buenos Aires 1977
Cronaca di una fuga - Buenos Aires 1977 (Crónica de una fuga) è un film del 2006 diretto da Israel Adrián Caetano.

## Trama
Il film narra le vicende del calciatore argentino Claudio Tamburrini, rapito dagli squadroni della morte di estrema destra nel 1977. Tamburrini riuscì a evadere dal centro di detenzione clandestina in cui era stato rinchiuso, con una rocambolesca fuga.